# Macrosphenidae
Famille
Les Macrosphenidae sont une famille de passereaux regroupant des espèces présentes en Afrique subsaharienne.

## Systématique
Cette famille regroupe des espèces dont la taxinomie était incertaine jusqu'à ce que des analyses ADN (Johansson 2007, 2008) permirent de résoudre leur phylogénie. Macrosphenus kretschmeri est parfois placé dans un genre à part (Suaheliornis), car il est assez différent des autres membres du genre Macrosphenus.

## Liste des espèces
D'après la classification de référence (version 5.2, 2015) du Congrès ornithologique international (ordre phylogénique) :
- Melocichla mentalis – Mélocichle à moustaches
- Sphenoeacus afer – Sphénoèque du Cap
- Achaetops pycnopygius – Achétopse à flancs roux
- Macrosphenus flavicans – Nasique jaune
- Macrosphenus kempi – Nasique de Kemp
- Macrosphenus concolor – Nasique grise
- Macrosphenus pulitzeri – Nasique de Pulitzer
- Macrosphenus kretschmeri – Nasique de Kretschmer
- Sylvietta brachyura – Crombec sittelle
- Sylvietta whytii – Crombec à face rousse
- Sylvietta philippae – Crombec de Somalie
- Sylvietta rufescens – Crombec à long bec
- Sylvietta isabellina – Crombec isabelle
- Sylvietta ruficapilla – Crombec à calotte rousse
- Sylvietta virens – Crombec vert
- Sylvietta denti – Crombec à gorge tachetée
- Sylvietta leucophrys – Crombec à sourcils blancs
- Cryptillas victorini – Cryptille de Victorin